# Cillian Sheridan
Cillian Sheridan (né le 23 février 1989 à Bailieborough, dans le comté de Cavan en Irlande) est un footballeur international irlandais jouant au poste d'attaquant dans le club du Wisła Płock.

## Biographie

### Club
Le 21 juillet 2011, Cillian Sheridan est prêté à Saint Johnstone pour une durée de six mois.

### International
Le 25 mai 2010, il effectue sa première sélection en équipe d'Irlande, lors du match Irlande - Paraguay à RDS Arena (victoire 2-1). Il entre à la 63e minute à la place de Robbie Keane. Cillian Sheridan reçoit sa deuxième sélection, le 28 mai 2010 contre l'Algérie à RDS Arena (victoire 3-0) et il entre à la 72e minute à la place de Kevin Doyle. Il reçoit sa troisième sélection, le 11 août 2010 contre l'Argentine à Aviva Stadium (défaite 1-0).

## Palmarès
Celtic Glasgow
- Champion d'Écosse en 2007 et 2008.
- Vainqueur de la Coupe d'Écosse en 2007.

 CSKA Sofia
- Vainqueur de la Coupe de Bulgarie en 2011.

 APOEL Nicosie
- Championnat de Chypre en 2014 et 2015.
- Vainqueur de la Coupe de Chypre en 2014 et 2015.
- Vainqueur de la Supercoupe de Chypre en 2013.

 Dundee
- Champion d'Écosse D2 en 2023.